# Automatische incasso
Bij automatische incasso, (in Nederland) ook incasso, machtiging of (in België) domiciliëring genoemd, geeft men toestemming aan een bedrijf, vereniging of stichting om eenmalig of periodiek een bepaald geldbedrag van een bankrekening af te schrijven. Men spreekt van "automatisch" omdat de debiteur, nadat hij machtiging heeft gegeven, niets meer hoeft te doen.
Automatische incasso is een banktransactie waarbij de opdracht niet wordt gegeven door de debiteur maar door de crediteur (begunstigde). Het is alleen toegestaan nadat de debiteur machtiging (toestemming) heeft gegeven voor eenmalige of periodieke afschrijving van bedragen van zijn bankrekening. Deze machtiging kan op elk moment worden ingetrokken met een bericht aan de crediteur. Afschrijvingen die door automatische incasso plaatsvinden kan de debiteur binnen 56 dagen laten terugboeken (storneren) door de bank.

## Machtiging
Machtigingen kunnen op twee manieren worden verkregen: schriftelijk of telefonisch. Bij telefonische machtigingen is de voorwaarde dat een organisatie alleen eigen klanten mag benaderen of dat een verzoek tot incasso vanuit de rekeninghouder zelf moet komen. Daarnaast moet er bij een telefonische machtiging door de gemachtigde binnen enkele dagen een schriftelijke bevestiging van de machtiging worden gestuurd naar de rekeninghouder.
Veel bedrijven en instellingen promoten het gebruik van automatische incasso: het bespaart kosten en men heeft de zekerheid dat het geld op tijd op de rekening is bijgeschreven. Men werft dus actief om machtigingen te krijgen. Hierbij wordt de nadruk gelegd op het gemak voor de debiteur. Ook wordt vermeld dat de debiteur altijd het recht houdt om geïncasseerde bedragen te storneren. Sommige diensten worden zelfs uitsluitend aangeboden als de klant akkoord gaat met automatische incasso.
Ook de banken kunnen bedragen incasseren. Het gaat hierbij om debetrente, kosten van het betalingsverkeer, bewaarloon e.d. Voor deze incasso's is geen machtiging van de rekeninghouder nodig en er kan niet gestorneerd worden. Wel heeft de rekeninghouder de mogelijkheid bezwaar te maken tegen een incasso.

## Fouten
Het betalingssysteem is kostenbesparend maar ook gevoelig voor fouten en fraude. De crediteuren hebben contractueel met hun bank een verplichting om te voldoen aan de regels om voor het afschrijven over een geldige machtiging te beschikken, het juiste bedrag te incasseren en dit incasseren te herhalen volgens de machtiging. De bank controleert de betalingsopdrachten niet; sterker nog, de bank weet niet welke debiteuren een incassomachtiging hebben afgegeven. Bij interbancaire incasso kunnen banken zelfs niet controleren of namen met de rekeningnummers overeenkomen. De crediteur heeft dus de mogelijkheid te hoge bedragen te incasseren, bedragen te incasseren van klanten die geen machtiging hebben gegeven, en zelfs van rekeninghouders die geen klant zijn. Het laatste gebeurt niet zelden, mogelijks doordat er een fout is gemaakt in het rekeningnummer, of door regelrechte fraude. Van rekeninghouders wordt verwacht dat zij hun rekening maandelijks controleren op onrechtmatige incasseringen, zelfs als zij aan geen enkel bedrijf een incassomachtiging hebben gegeven.

## Stornering
Een stornering (storno of stornoboeking) of terugboeking is het terugdraaien van een automatische incasso. Rekeninghouders hebben de mogelijkheid om incasseringen terug te vorderen via hun bank, ongeacht of de incasso terecht was of niet. Dit kan ook door de bank zelf gebeuren, wanneer een automatische incasso vanwege onvoldoende tegoed of een selectieve blokkade (een blokkade voor automatische incasso's van een bepaald rekeningnummer) die voor een bepaalde periode niet kan worden uitgevoerd.
Het kan gebeuren dat een bedrag twee keer wordt teruggeboekt: doordat de incassant uit eigen beweging terugbetaalt en de debiteur een stornering vraagt.
Als een rekeninghouder een incasso terug wil boeken dient hij zich te houden aan de terugboekingstermijn (weigeringstermijn); de in het contract met de bank afgesproken periode die een debiteur (de betaler) heeft om bedragen zonder opgaaf van reden terug te boeken. Deze termijn is momenteel (2024) 8 weken. Kan de incassant geen door de debiteur ondertekende incassomachtiging tonen, dan geldt een langere termijn van 13 maanden.
Via de procedure Melding Onterechte Incasso (MOI), wordt nagegaan of de incassant beschikt over een rechtsgeldige machtiging. Als die machtiging niet kan worden overgelegd, wordt het incassobedrag alsnog teruggeboekt naar de rekening van de klant. Rekeninghouders hebben daarnaast de mogelijkheid om een preventieve blokkade op hun rekening toe te laten passen waardoor een opgegeven derdenrekening niet meer kan incasseren. Er zijn banken die ook een algemene blokkade aanbieden waardoor geen enkele incasso meer kan plaatsvinden.

## Incasso (Nederland)
Als een bepaald incasserend bedrijf veel selectieve blokkades krijgt en/of veel verzoeken tot terugboeking, kan Equens besluiten tot het afsluiten van het incasserend bedrijf voor toekomstige automatische incasso's.

## Domiciliëring (België)
België kende het systeem van domiciliëring. Men kon zijn rekeningen laten "domiciliëren", dus als het ware naar het "thuisadres" van de bankrekening laten sturen. Dit betekent dat een schuldeiser (bijvoorbeeld de telefoonmaatschappij) van de schuldenaar (degene die moet betalen) toestemming heeft om de betalingsopdracht rechtstreeks naar de bank te sturen, die dan automatisch uitgevoerd wordt. Het spaart tijd en administratiekosten, zowel voor de bank als voor de cliënt, waardoor de banken doorgaans voor bewerkingen met een gedomicilieerde rekening een lager tarief aanrekenen. De leverancier of de bank kan de schuldenaar een paar dagen op voorhand via e-mail verwittigen  dat een overschrijving er zit aan te komen. De schuldenaar kan deze betaling alsnog weigeren.

## Automatische incasso (Europese Unie)
In 2007 voerde het Europese betalingssysteem SEPA een uitbreiding door van de automatische incasso naar alle landen van de EU. Ter compensatie zullen dan de mogelijkheden tot terugboeken en storneren worden verlengd. Op dit voorstel is vanuit diverse organisaties, waaronder de Nederlandse Consumentenbond, protest aangetekend omdat de veiligheid niet voldoende zou zijn gewaarborgd. Hierbij is een voorstel gedaan waarbij banken toestemming moeten bijhouden en controleren voordat er incasso kan plaatsvinden; dit werd niet geïmplementeerd.